# Квинт Помпей Руф (народный трибун)
Квинт Помпе́й Руф (лат. Quintus Pompeius Rufus; I век до н. э.) — римский политический деятель из плебейского рода Помпеев, народный трибун в 52 году до н. э. Был союзником Гнея Помпея Великого, после трибуната ушёл в изгнание из-за обвинения в насилии.

## Биография
Квинт Помпей Руф принадлежал к плебейскому роду, впервые упоминающемуся в Капитолийских фастах под 141 годом до н. э. По отцу он был внуком консула 88 года до н. э. того же имени, по матери — внуком диктатора Луция Корнелия Суллы. Его отец погиб во время уличных столкновений в Риме в 88 году до н. э. У Квинта была сестра, ставшая в 67 году до н. э. второй женой Гая Юлия Цезаря.
Первое упоминание в источниках о Квинте Помпее относится к 63 году до н. э., когда его дядя по матери Фауст Корнелий Сулла обратился к нему из восточных провинций с письменной просьбой о покупке гладиаторов для игр в память о Луции Корнелии Сулле. Вскоре (предположительно в 59 году до н. э.) Квинт Помпей стал монетарием и в этом качестве чеканил денарии с изображениями обоих своих дедов. Известны два типа монет Руфа. На одном денарии на аверсе изображён Сулла (легенда — SVLLA COS), а на реверсе — Квинт Помпей Руф, консул 88 года до н. э. (легенда — RVFVS COS). На другой монете изображены символы консульского и жреческого достоинств двух нобилей — копьё фециала Квинта, литуус авгура Луция и курульные кресла.
Известно, что осенью 54 года до н. э. Квинт Помпей выдвинул против одного из кандидатов в консулы, Марка Валерия Мессалы Руфа, обвинение в подкупе избирателей; до суда дело не дошло, и Мессала стал консулом, но Помпей в результате снискал определённую известность.
В 52 году до н. э. Квинт стал народным трибуном. В этом качестве он энергично поддерживал своего сородича Гнея Помпея Магна; в частности, когда был убит союзник последнего Публий Клодий, Квинт Помпей в речи перед народным собранием, произнесённой 23 января 52 года до н. э., обвинил Тита Анния Милона в организации этого убийства. Вместе со своими коллегами Титом Мунацием Планком и Гаем Саллюстием Криспом он старался очернить и защитника Милона — Марка Туллия Цицерона. Трибуны уверяли, будто Цицерон стоял за убийцами Клодия, и Квинт Помпей грозил привлечь оратора к суду.
Квинт активно способствовал избранию Гнея Помпея единственным консулом на 52 год до н. э. Но вскоре он оказался не нужен своему покровителю; по истечении срока трибуната он был привлечён к суду Марком Целием Руфом по обвинению в насилии, осуждён и приговорён к изгнанию. Квинт поселился в городе Баули в Кампании. Там он вёл совсем бедную жизнь, будучи даже вынужден работать перевозчиком на озере. Когда Цицерон возвращался в Рим из Киликии в 51 году до н. э., распространился слух, будто Квинт Помпей его убил в пути, но слух этот оказался ложным.
Один из источников, описывающих битву при Тапсе в 46 году до н. э., упоминает некоего Помпея Руфа среди видных лиц в цезарианской армии, подвергшихся нападению собственных разъярённых боем солдат: «Помпей Руф, раненый мечом в руку, был бы убит, если бы не поспешил убежать к Цезарю».

## Потомки
Существует гипотеза, что сыном Руфа был Квинт Помпей, который упоминается в одной из надписей, сделанных в Гераклее на Латмосе в 15 году до н. э.